# 室戸貫歩
室戸貫歩（むろとかんぽ）は高知県のウォーキング大会である。

## 概要
高知大学 朝倉キャンパスを出発地点、室戸岬にある中岡慎太郎像 を到着地点とする。
土曜日9:00に出発し、夜通しで歩き日曜日15:00までに室戸岬到着を目指す。
期限内に到着した人は到着時刻の記録され、結果が公表される。
氏名の公開を希望されない場合は氏名欄は空欄となる。
結果は高知大学のサイトに公開される。
参加者の6割程度が期限内に到着する。

高知大学 空手道部 が 体力と精神力 の鍛錬の為に始めた部内行事から1961年に始まり、2010年には 開催回が50回となった。
新型コロナウイルス感染拡大防止の観点から第60回(2020年)から第62回(2022年)まで中止となっていたが、
第63回は参加者を学生と教職員のみに制限して実施された。

## ルート
出発地点(高知大学 朝倉キャンパス)と到着地点(室戸岬 中岡慎太郎 像)は決められているが、その間のルートは定められていない。
概ね 国道33号線 から 国道55号線 を通り 室戸岬を目指す。
近隣住民への配慮から推奨ルートは存在する。

## 参加申込
10月末から11月上旬ごろに参加申し込みの受付が行われる。
キャンパス内で受付申し込みが出来る他、郵送でも受け付けている。
参加費用は1,000円であり、保険料などに充てられる。
保険の申し込みがある為、飛び入り参加は認められない。
参加条件は「18歳以上(高校生以下は不可)」となっており、大学内の行事ではあるが、学外からの一般参加も受け付けている。

## 開催状況
| 開催回 | 出発日時                | 天候                                             | 申込者数 | 参加者数 | 貫歩者数 | 所要時間(1位) | 備考             |
| ------ | ----------------------- | ------------------------------------------------ | -------- | -------- | -------- | ------------- | ---------------- |
| 第45回 | 2005年11月26日(土) 9:00 | 26日(土) - 27日(日) -                            | 386名    | - 名     | 274名    | 10時間37分    | [ 3 ]            |
| 第46回 | 2006年12月2日(土) 9:00  | 2日(土) 曇り一時雨 夜から晴 強風 3日(日) 晴 弱風 | 416名    | - 名     | 284名    | 10時間16分    | [ 4 ]            |
| 第47回 | 2007年12月1日(土) 9:00  | 1日(土) 2日(日)                                  |          |          | 308名    |               | [ 5 ] [ 6 ]      |
| 第48回 | 2008年11月29日(土) 9:00 | 29日(土) 晴 強風 30日(日) 晴 弱風                | 436名    | - 名     | 259名    | 8時間58分     | [ 7 ]            |
| 第49回 | 2009年12月5日(土) 9:00  | 5日(土) 晴 弱風 5日(日) 晴 弱風                  | 582名    | - 名     | 363名    | 10時間34分    | [ 8 ]            |
| 第50回 | 2010年12月4日(土) 9:00  | 4日(土) 晴 弱風 5日(日) 晴 弱風                  | 586名    | - 名     | 338名    | 10時間34分    | [ 9 ]            |
| 第51回 | 2011年12月3日(土) 9:00  | 3日(土) 雨のち晴 強風→弱風 4日(日) 晴 弱風       | 616名    | - 名     | 351名    | 9時間44分     | [ 10 ]           |
| 第52回 | 2012年11月23日(土) 9:00 | 23日(土) 少雨 24日(日) 晴                        | 431名    | 388名    | 245名    | 10時間45分    | [ 11 ]           |
| 第53回 | 2013年11月30日(土) 9:00 | 30日(土) 晴 1日(日) 晴時々曇り                   | 560名    | 524名    | 291名    | 10時間14分    | [ 12 ]           |
| 第54回 | 2014年11月22日(土) 9:00 | 22日(土) 晴 23日(日) 晴                          | 443名    | 421名    | 283名    | 9時間48分     | [ 13 ]           |
| 第55回 | 2015年11月28日(土) 9:00 | 28日(土) 晴 29日(日) 晴                          | 498名    | 472名    | 300名    | 9時間1分      | [ 14 ]           |
| 第56回 | 2016年11月26日(土) 9:00 | 26日(土) 晴のち曇り 27日(日) 雨                  | 499名    | 452名    | 257名    | 8時間10分     | [ 15 ]           |
| 第57回 | 2017年11月25日(土) 9:00 | 25日(土) 晴のち曇り 26日(日) 曇りのち雨          | 481名    | 434名    | 276名    | 8時間38分     | [ 16 ]           |
| 第58回 | 2018年11月24日(土) 9:00 | 24日(土) 晴れ 25日(日) 晴れ                      | 433名    | 408名    | 283名    | 9時間26分     | [ 17 ]           |
| 第59回 | 2019年11月30日(土) 9:00 | 30日(土) 晴れ 1日(日) 晴れ                       | 430名    | 396名    | 263名    | 9時間23分     | [ 18 ]           |
| 第60回 | 中止                    | -                                                | -        | -        | -        | -             | [ 19 ]           |
| 第61回 | 中止                    | -                                                | -        | -        | -        | -             | [ 20 ]           |
| 第62回 | 中止                    | -                                                | -        | -        | -        | -             | [ 21 ] [ 22 ]    |
| 第63回 | 2023年11月25日(土) 9:00 | 25日(土) 26日(日)                                | -        | 68名     | -        | -             | 学内者のみで実施 |
| 第64回 | 2024年11月30日(土) 9:00 | 30日(土) 1日(日)                                 | -        | -名      | -        | -             | 学内者のみで実施 |